# Галк: Кінець
Галк: Кінець (англ. Hulk: The End) — це окремий випуск коміксу, опублікований компанією Marvel Comics. Написаний Пітером Девідом і намальований Дейлом Кеоуном, сюжет розкриває можливе майбутнє Галка, як і інші історії серії «The End».

## Історія публікації
Це адаптація прози з тією ж назвою, написаної Пітером Девідом для збірки коротких історій «The Ultimate Hulk» (ISBN 0425165132).

## Сюжет
У далекому майбутньому старий Брюс Беннер блукає безлюдним і зараженим радіацією ландшафтом. Його знімає Відбот — камера, що постійно тримається на відстані 10 футів від нього. Імунітет Галка до радіації, регенеративний фактор і здатність їсти будь-що дали Беннеру подовжене життя, і він вважає, що йому вже понад 200 років. Галк з'являється вночі або коли Беннер у стресі. Він радіє, що всі його вороги мертві, але мріє про день, коли зможе звільнитися від Беннера. За понад століття, дослідивши всю Північну та Південну Америку, Брюс приходить до висновку, що він остання людина на Землі. Окрім поодиноких птахів або тварин, єдині інші живі організми — це рої гігантських мутованих тарганів, які часто нападають на Галка, намагаючись з’їсти його. Напади залишають Галка важко пораненим і розірваним, а Беннер звик переглядати відеозаписи цих атак і наступного відновлення Галка за допомогою Відбота.
Беннер натрапляє на «Меморіальний парк костюмованих героїв», де були поховані останки кількох супергероїв до того, як світ занурився в ядерний апокаліпсис. Хоча Галк легко пережив вибухи ядерної зброї, шум від вибухів і крики людей при смерті з часом стали його турбувати. Галк повернувся до свого місця народження в Нью-Мексико і забарикадувався в печері величезним валуном, заточивши Беннера разом із собою на багато років. Одного дня валун відсунув Записувач — інопланетний робот, якого кілька рас, зокрема новооб'єднані Кріанці та Скрулли, відправили, щоб задокументувати загибель людства. Відбот залишився від Записувача, щоб зафіксувати останні дні Беннера.
Будь-яка спроба Беннера вчинити самогубство постійно зривається через Галка, який одержимо намагається довести свою перевагу, показуючи себе найсильнішим. Однієї ночі Беннеру сниться, як він кохається з Бетті Росс у раю. Коли жінка шепоче йому, що вони могли б бути «як боги», він різко прокидається від пекучого болю в грудях. У цей момент Беннер раптово розуміє зв'язок між Галком і титаном Прометеєм: так само як Прометей був засуджений вічно жити, поки хижі птахи розривали його тіло за злочин дарування вогню людству, Беннер припускає, що Галк, як уособлення втілення «ядерного вогню», який знищив людство, приречений на таку ж долю.
Беннер розуміє, що його тіло нарешті починає втрачати сили, і проводить паралель між своєю майбутньою смертю і милістю, яку врешті-решт отримав Прометей, коли його звільнили від вічних мук. У свої останні моменти Беннер бачить галюцинації, сповнені образів померлих друзів та близьких. Він благає Галка відпустити його, дозволити спокійно піти з життя. Але Галк, не бажаючи помирати, навпаки, проголошує своє бажання залишитися на самоті, не розлучаючись з життям.